# Cotton On Group
Cotton On Group — це австралійська компанія роздрібної торгівлі, відома своїми брендами одягу та канцтоварів. Станом на 2020 рік група нараховує понад семи брендів: Cotton On, Cotton On Kids, Cotton On Body, Factorie, Typo, Rubi, Supré та Cotton On Foundation. Сьогодні мережа Cotton On нараховує понад 1500 магазинів у 18 країнах, в яких працюють більш ніж 22 000 людей.

## Історія заснування
Найджел Остін — син Гранта Остіна, який керував оптовою торгівлею одягом під назвою Austin Group. Найджел Остін сам почав продавати одяг у віці 18 років. У 1991 році він відкрив магазин на задньому дворі м'ясної крамниці свого дідуся в Джилонгу і кинув навчання в університеті, щоб зосередитися на ньому. Через рік його двоюрідний брат Ешлі Хардвік приєднався до бізнесу і став партнером. Завдяки контактам батька з виробниками, Остін з самого початку зміг побудувати прибутковий роздрібний бізнес, який через 15 років вже налічував 50 магазинів в Австралії. Роздрібний продавець одягу зі знижками, який має понад 900 торгових точок по всій країні, був оштрафований на $400 000 за продаж понад 1000 нічних суконь, які не відповідали австралійським стандартам пожежної безпеки, і ще на $400 000 за продаж понад 1000 небезпечних пар піжам для дівчаток у період з вересня по грудень 2010 року. Компанія була оштрафована ще на $200 000 за неправдиві та оманливі етикетки на обох комплектах одягу, які стверджували, що вони є низькопожежонебезпечними.

## Сучасність
У грудні 2012 року компанія Cotton On була оштрафована на 1 мільйон доларів за продаж легкозаймистого дитячого одягу для сну, помилково маркованого як низькопожежонебезпечний.
У жовтні 2016 року компанія Cotton On Group підписала 3-річний контракт з Жіночою лігою АФЛ, щоб стати ексклюзивним постачальником форми для всіх її команд.
У лютому 2019 року Cotton On почав продавати секс-іграшки на своїх австралійських та новозеландських веб-сайтах з попередженням про вміст.
У липні 2019 року видання Four Corners повідомило, що Cotton On та кілька інших австралійських брендів постачають бавовну з Сіньцзяну, і що докази пов'язують бавовну з таборами примусової праці. Cotton On провела внутрішнє розслідування, а в жовтні 2019 року оголосила, що припинила купувати бавовну з Сіньцзяну через побоювання щодо порушення прав людини. 